# 北野天満宮 (久留米市)

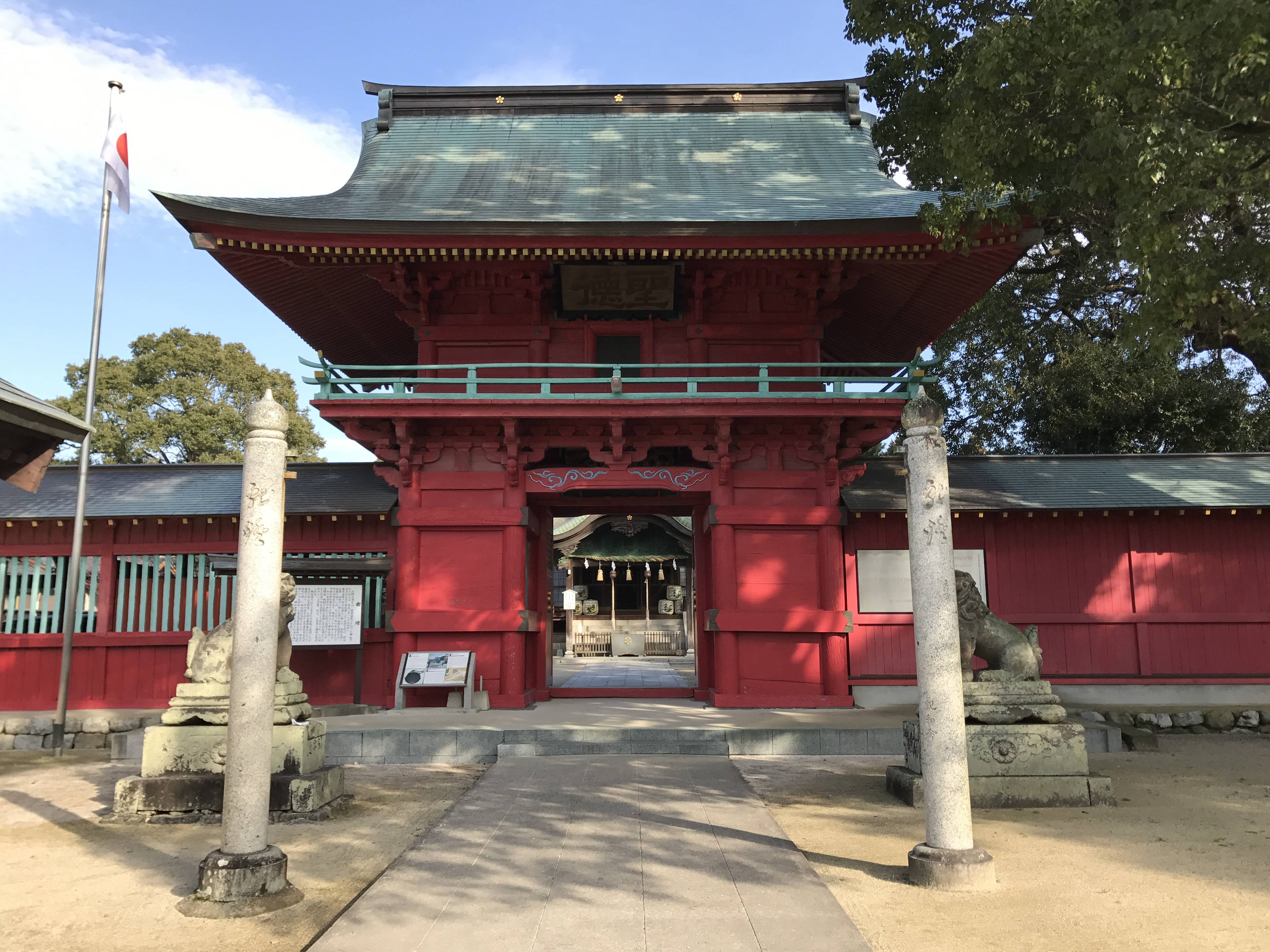
楼門

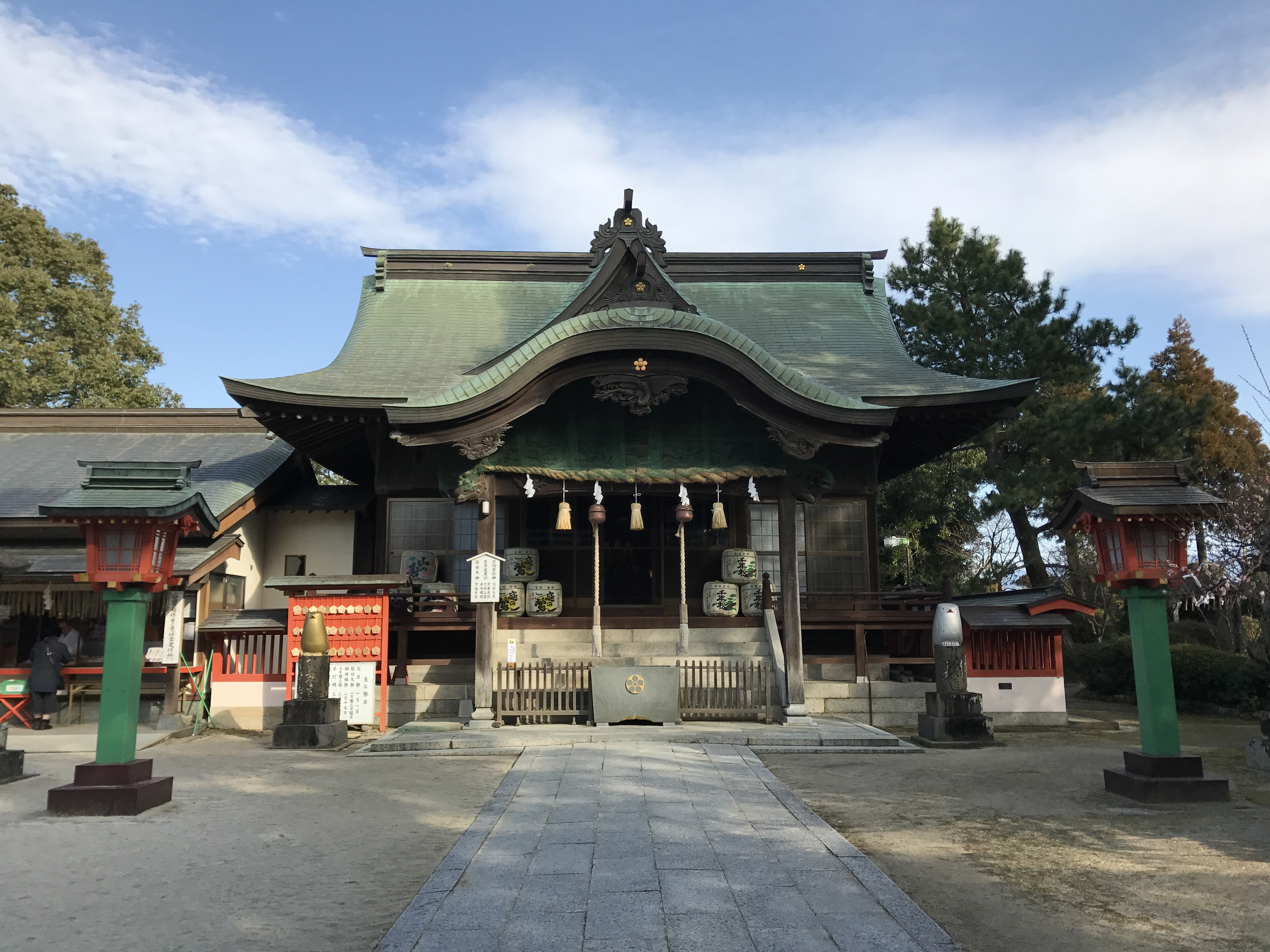
拝殿

北野天満宮（きたのてんまんぐう）は、福岡県久留米市に位置する神社。主な祭神は無実の罪で大宰府に流された菅原道真。旧社格は県社。登記上の宗教法人名称は天満神社（てんまんじんじゃ）。

## 概要
祭神、菅原道真公とカッパについての伝説もあり、現在でも「カッパの手」が天満宮の宝物として保管されている。
毎年7月の最終金曜日に縁日が開かれている。
境内には県の天然記念物に指定されている樹齢900年の大樟がある。

## 沿革
- 天喜2年（1054年）に創建。田中忠政の時代とされる「田中筑後守殿家人数並知行付帳」に『四拾九石八斗　北野天神』とある。

## 主な行事
- おくんち　10月の第3日曜日

## 所在地
- 福岡県久留米市北野町中3267

北野町（現・久留米市）の町花コスモスでできた、コスモス街道のすぐそばである。
交通アクセス
- 西鉄甘木線北野駅から徒歩5分。
- 九州自動車道久留米インターチェンジから6km、同小郡鳥栖南スマートインターチェンジから7.2km。もしくは大分自動車道筑後小郡インターチェンジから7.5km。
- 駐車場あり